# ناتاشا هوارد
ناتاشا هوارد (بالإنجليزية: Natasha Howard)‏ هي مجدفة بريطانية، ولدت في 3 سبتمبر 1980 في هراري في زيمبابوي.

## وصلات خارجية
- ناتاشا هوارد على موقع الاتحاد الدولي للتجديف (الإنجليزية)
- ناتاشا هوارد على موقع اللجنة الأولمبية الدولية (الإنجليزية)
- ناتاشا هوارد على موقع أوليمبيديا (الإنجليزية)
- ناتاشا هوارد على موقع اللجنة الأولمبية البريطانية (الإنجليزية)